# Josef Escher
Josef Escher (17 de setembro de 1885 – 9 de dezembro de 1954) foi um político suíço. Foi membro do Conselho Federal suíço de 1950 a 1954.
Escher foi eleito Cônsul Federal da Suíça em 14 de setembro de 1950. Ocupou o posto até sua morte, em 9 de dezembro de 1954.